# Pentakill
Pentakill é uma banda virtual de heavy metal associada ao universo de League of Legends. As músicas do grupo são compostas e executadas principalmente pela equipe de música interna da Riot Games, mas apresenta participações especiais de vários músicos de metal renomados. O segundo álbum da banda, Grasp of the Undying, alcançou a primeira posição nas paradas de metal do iTunes em 2017. Por sua vez, o seu terceiro álbum, III: Lost Chapter, foi lançado em 2021 e apresentado em um concerto interativo "ao vivo".

## Membros
Atualmente, a Pentakill é composta por sete membros, todos do universo de League of Legends: os vocalistas Kayle (Noora Louhimo) e Karthus (Jørn Lande), o guitarrista Mordekaiser, a tecladista Sona, o baixista Yorick e o baterista Olaf. Outros personagens como o Viego também fizeram algumas participações.

## Músicos integrantes
| Músicos integrantes | Músicos integrantes     | Músicos integrantes         | Músicos integrantes      |
| Músico              | Álbum                   | Álbum                       | Álbum                    |
| Músico              | Smite and Ignite (2014) | Grasp of the Undying (2017) | III: Lost Chapter (2021) |
| Vocalistas          | Vocalistas              | Vocalistas                  | Vocalistas               |
| ------------------- | ----------------------- | --------------------------- | ------------------------ |
| Jørn Lande          | Sim                     | Sim                         | Sim                      |
| Noora Louhimo       |                         | Sim                         | Sim                      |
| Per Johansson       |                         | Sim                         | Sim                      |
| ZP Theart           | Sim                     |                             |                          |
| Tyler "Telle" Smith |                         |                             | Sim                      |
| Tre Watson          |                         |                             | Sim                      |
| Instrumentalistas   |                         |                             |                          |
| Derek Sherinian     | Sim                     |                             |                          |
| Danny Lohner        | Sim                     | Sim                         |                          |
| Joe Atlan           |                         | Sim                         | Sim                      |
| Gregg Bissonette    | Sim                     |                             |                          |
| Tommy Lee           |                         | Sim                         |                          |
| Scott Kirkland      |                         | Sim                         |                          |
| Benjamin Ellis      |                         |                             | Sim                      |
| Tre Watson          |                         |                             | Sim                      |

## Discografia
- Smite and Ignite (2014)
- II: Grasp of the Undying (2017)
- III: Lost Chapter (2021)